# Force de frappe

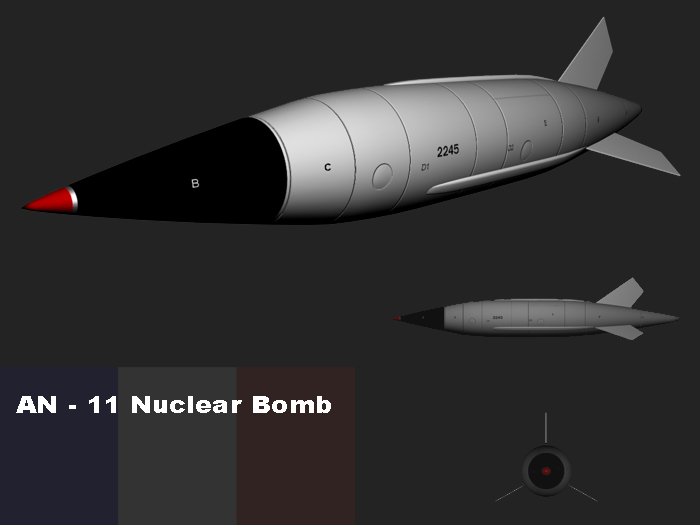
Az AN–11 volt az első operatív jellegű francia atombomba. A Mirage IVbombázókról bevethető fegyver első kísérleti robbantása 1964-ben volt

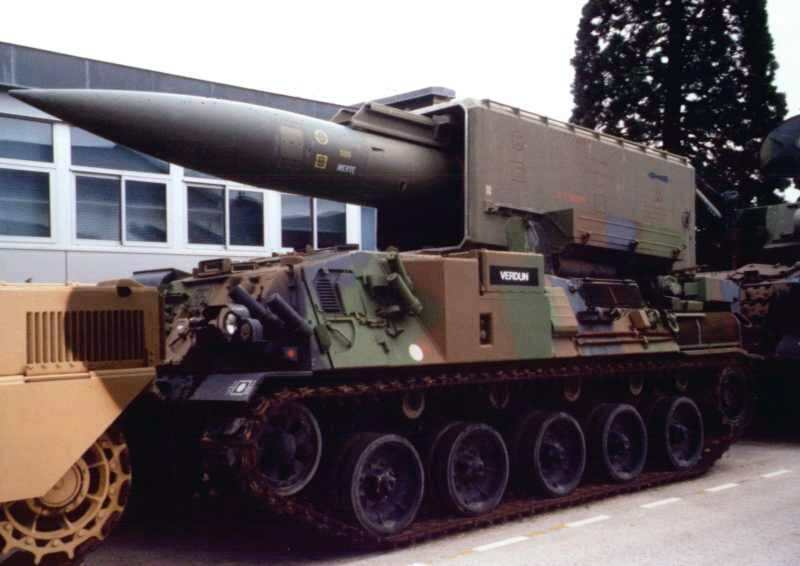
A Pluton rakéta

A Force de frappe (magyarul „csapásmérő haderő”) Franciaország haderejének nukleáris elrettentő része. A Charles de Gaulle elnök által 1958-ban meghirdetett program keretében atomfegyverekkel felszerelt francia haderő csapásmérő képessége egy szárazföldi, egy légi és egy tengeri részből áll.

## Célja
A francia nukleáris doktrína célja az elrettentés dimenzióján túl a francia haderő függetlenítése bármilyen más hatalomtól. A Charles de Gaulle elnök által 1961. december 16-án megfogalmazott elnöki direktíva meghatározta a francia nukleáris csapásmérő erők méretét: legyenek képesek a Szovjetunió ellen olyan szintű támadást indítani, amely a szovjet gazdaság Urálon inneni részének 40-50%-át képes semlegesíteni. Ezáltal egy Franciaország elleni támadás „már nem éri meg”.
2006. január 19-én Jacques Chirac elnök az Île-Longue-i tengeralattjáró támaszponton intézett beszédében kijelentette, hogy Franciaország nukleáris fegyvereit az ország elleni terrorista támadásokat támogató államok, valamint a Franciaország ellen tömegpusztító fegyvereket bevetni próbáló államok ellen használná fel. Chirac elnök hangsúlyozta, hogy a nukleáris arzenál tervezésénél szempont volt a fegyverek rugalmas bevethetősége és pontossága, amelyekre példa az M51 rakéta valamint az ASMP rakéta. Ugyanebben a beszédében Chirac elnök kitért arra is, hogy a Force de frappe nemcsak Franciaország államérdekeit, de Franciaország szövetségeseit is védi, ezáltal egy közös európai védelmi politika részévé válik.
2008. március 21-én Nicolas Sarkozy elnök a francia nukleáris elrettentési koncepció védelmében kijelentette, hogy a koncepció „objektív” és „minden irányba mutató”, ugyanakkor kizárta a megelőző csapás lehetőségét, mivel a Force de frappe „kizárólag védelmi jellegű”.

## Megalapítása
1945. október 18-án, bő két hónappal a Hirosimát és Nagaszakit ért amerikai atomtámadás után Charles de Gaulle tábornok aláírta a 45-2563 számú törvényrendeletet, amely létrehozta az atomenergetikai bizottságot, a Commissariat à l'énergie atomique-t (CEA). Az új szervezet célkitűzése „az atomenergia hasznosítása tudományos, ipari és honvédelmi célokra” volt.
Az 1950-es években a francia haderő lehetőséget kapott amerikai atomfegyverek kezelésére a NATO keretén belül, többek között a francia légierő S.O. 4050 Vautour bombázóival.
A hivatalos francia katonai atomprogram azonban csak 1954. október 26-án indult be, amikor Pierre Mendès France miniszterelnök törvényi rendeletben hozta létre az atomenergia katonai alkalmazásának főtanácsát, a Commission supérieure des applications militaires de l'énergie atomique-ot, majd november 4-én ezen belül Jean Crépin tábornok vezetésével megalakult az atomrobbantási tanács, a Comité des explosifs nucléaires.

## Kezdeti felépítése
1959-ben megalakult a ballisztikus rakéták tanulmányozási és megvalósítási vállalata, a Société pour l'étude et la réalisation d'engins balistiques (SEREB). Egy évvel később a SEREB, a Nord Aviation és a Sud Aviation együttműködésével beindult a »Pierres Précieuses« (ékkő) program, amelynek célja a stratégiai nukleáris haderő létrehozásához szükséges technológia kialakítása. 1959-ben a Dassault elkészítette az első Mirage IV bombázót, amelyet de Gaulle tábornoknak a Le Bourget-i légiszalonon mutattak be, alig három évvel a program beindítása után.
1960. február 13-án az algériai Szaharában felrobbantották a Gerboise bleue kódnevű maghasadásos nukleáris fegyvert, és ezáltal Franciaország hivatalosan is atomhatalommá vált. 1961-ben sikeresen kilőtték az AGATE rakétát, amely a »Pierres Précieuses« sorozat első tagja volt.
1963-ban a francia kormány két új fegyverrendszer kifejlesztése, egy szárazföldi és egy tengeri telepítésű rendszer mellett döntött. 1964-től a francia nukleáris elrettentés állandó jellegűvé vált: január 14-én megalakult a Force Aérienne Stratégique stratégiai légierő; februárban megérkezett az első Mirage IV és az első C–135FR légi utántöltő repülőgép. Novemberben megtartották az első nukleáris riasztást, amelyben egy AN–11 atombombával felfegyverkezett Mirage IV és egy C-135F száll fel a Mont-de-Marsan-i légitámaszpontról. A három részből álló francia nukleáris elrettentés első eleme ezáltal hadrafoghatóvá vált (1973-ra már 60 Mirage IV adott készenlétet 9 légitámaszponton.).
1968. augusztus 24-én a csendes-óceáni Mururoa-atollon felrobbantották az első francia hidrogénbombát.

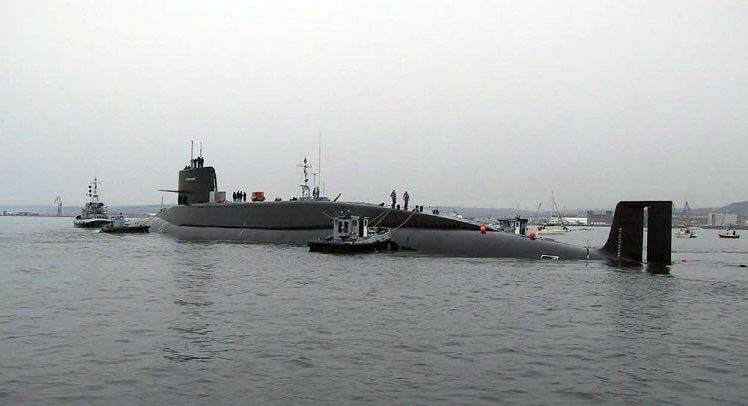
A Le Redoutable, az első francia nukleáris tengeralattjáró.

1971. december 1-jén szolgálatba lépett az első francia nukleáris meghajtású rakétahordozó tengeralattjáró, a Le Redoutable.
1974-ben a francia szárazföldi hadsereg, az Armée de Terre kötelékében hadrendbe állították a Pluton föld-föld nukleáris rakétákat. A három elrettentési ág, a légi, szárazföldi és haditengerészeti, immáron teljessé vált.
1978-ban a Clemencau repülőgép-hordozó megkapta a nukleáris minősítést - a hajón belül létrehozták azt a különleges helyiséget, amelyben a Super Étendard bombázók által hordozott nukleáris fegyvereket lehetett tárolni. 1980 és 1981 között a Foch repülőgép-hordozót is hasonlóképpen alakították át.
A Force de frappe az 1980-as évekre érte el a csúcspontját, amikor is nagyjából 500 nukleáris robbanófejjel volt felszerelve:
- 6 ballisztikus rakétahordozó tengeralattjáró az Île-Longue-i tengeralattjáró támaszponton, 64 ballisztikus rakétában 384 robbanófej
- 18 középhatótávolságú ballisztikus föld-föld rakéta az Apt-Saint-Christol légitámaszponton, az albioni fennsíkon
- 30 Pluton föld-föld rakéta az Armée de Terre öt tüzérségi ezredében
- ~60 ASMP levegő-föld rakéta és az Armée de l'Air repülőgépein hordozható légi atombomba (1983-ban 34 dara)[6]) - Mirage IV, Mirage 2000N, SEPECAT Jaguar, Super Étendard

1992. április 8-án François Mitterrand elnök bejelentette a kísérleti atomrobbantások moratóriumát, de 1995. június 13-án a frissen megválasztott Jacques Chirac ezzel szakított, amikor közölte, hogy Franciaország 1995 szeptembere és 1996 januárja között nyolc kísérleti atomrobbantást fog végrehajtani. A kísérletsorozatot a hatodik robbantás után berekesztették. Addigra Franciaország összesen 210 atomrobbantást hajtott végre.
Franciaország 1996. szeptember 24-én aláírta a teljes körű atomcsendegyezményt, amelyben vállalta, hogy soha többet nem hajt végre kísérleti atomrobbantást.
1996-ban a 18 silós középhatótávolságú ballisztikus föld-föld rakétakomplexumot felszámolták.

## Jelenlegi felépítése

### Helyszínei
A nukleáris robbanófejek gyártási, irányítási és bevetési központjai Franciaország számos pontján találhatók:
- Az összes francia nukleáris fegyver irányítását az Élysée-palota alatti „PC Jupiter” bevetésirányítási központból a mindenkori francia köztársasági elnök vezérli. Külföldi utazásai során mobil bevetésirányítási központ követi. Nukleáris csapást csakis a köztársasági elnök indíthat el.
- A Force Aérienne Stratégique irányítását a Lyon melletti Mont Verdun csúcsán található központból, valamint a Val d'Oiseban található Taveryből végzik
- A landesi Mont-de-Marsanban található a 118-as légitámaszpont, ahol 2005-ig állomásoztak a Mirage IV bombázók
- A Bouches-du-Rhône megyében található 125-ös istresi légitámaszponton állomásoznak a Mirage 2000N vadászbombázók és a C-135FR légi utántöltő gépék
- A Dijon közelében található Valducben szerelik össze és szét a francia nukleáris robbanófejeket
- A Brest közeli Île-Longue tengeralattjáró támaszponton állomásozik a francia nukleáris tengeralattjáró-flotta
- Az albioni fennsíkon voltak a francia középhatótávolságú ballisztikus rakéták silói (1971-1999)
- A landivisiau-i haditengerészeti bázison állomásoznak az ASMP rakétákkal felszerelt Super Étendardok

### Fegyverei

Fegyverrendszerek összehasonlítása: balra az M4 rakétákkal felszerelt tengeralattjáró (SNLE), jobbra az M45 és M51 rakétákkal felszerelt új generációs rakétahordozó tengeralattjáró (SNLE-NG)

Hivatalos adatok híján az Observatoire des armes nucléaires françaises becslése szerint 2004. augusztus 15-én a francia nukleáris haderő 384 robbanófejének eloszlása az alábbi volt:
- 4 tengeralattjárón egyenként 16 rakéta, rakétánként 6 robbanófej, összesen 288 robbanófej:
  - Le Triomphant-osztályú tengeralattjáró - új generációs rakétahordozó tengeralattjáró (SNLE-NG)
  - Le Téméraire - új generációs rakétahordozó tengeralattjáró (SNLE-NG)
  - Le Vigilant új generációs rakétahordozó tengeralattjáró (SNLE-NG)
  - Le Terrible - új generációs rakétahordozó tengeralattjáró (SNLE-NG), 2010 végén áll szolgálatba

Általában egyszerre három tengeralattjáró őrjáratozik a nyílt tengeren, 10 hetes időszakig. A francia tengeralattjáró-flotta összes nukleáris tűzereje a Hirosimára ledobott Little Boy ezerszerese.
- 60 ASMP középhatótávolságú levegő-föld rakéta
  - 50 rakéta Mirage 2000N gépen
  - 10 rakéta Super Étendardon

### Jelentősebb programok
2008-ban számos modernizálási program volt folyamatban:
- Az új generációs nukleáris tengeralattjáró építése (SNLE-NG)
- A kiterjesztett képességű ASMP-A levegő-föld rakéta fejlesztése
- A 2010-re várhatóan hadrendbe állítandó M51 ballisztikus rakéta gyártása
- 1997 óta két katonai minőségű hasadóanyag-gyár szétszerelése: a marcoule-i plutóniumgyáré és a pierrelatte-i dúsított urán-üzemé.
- a CEA által felügyelt Simulation nukleáris-robbantás szimulátor program, amely a TERA-10 szuperszámítógépből, a Laser Mégajoule lézerrendszerből és az Airix röntgenérzékelő-rendszerből áll.

## Fordítás
- Ez a szócikk részben vagy egészben a Force de dissuasion nucléaire française című francia Wikipédia-szócikk ezen változatának fordításán alapul.  Az eredeti cikk szerkesztőit annak laptörténete sorolja fel. Ez a jelzés csupán a megfogalmazás eredetét és a szerzői jogokat jelzi, nem szolgál a cikkben szereplő információk forrásmegjelöléseként.